# اچ‌ام‌اس هارستلی (ال۸۴)
اچ‌ام‌اس هارستلی (ال۸۴) (به انگلیسی: HMS Hursley (L84)) یک کشتی بود که طول آن ۸۵٫۳ متر (۲۷۹ فوت ۱۰ اینچ) بود. این کشتی در سال ۱۹۴۱ ساخته شد.